# Алапахо (река)
Алапахо (англ. Alapaha River) — река на юге штата Джорджия и на севере штата Флорида (США), правый приток реки Сувонни. Длина реки составляет 306 км.

## География

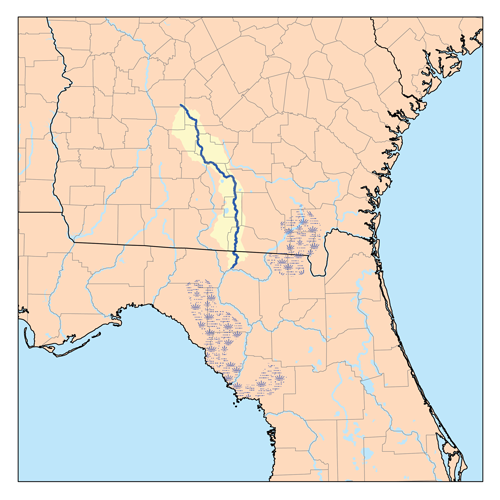
Бассейн реки Алапахо

Исток реки Алапахо находится в юго-восточной части округа Дули (Джорджия), на высоте около 130 м. После этого река течёт преимущественно в южном направлении, протекая по округам Дули, Крисп, Уилкокс, Бен-Хилл, Тернер, Тифт, Эруин, Аткинсон, Берриен, Лаундс, Ланир и Эколс (Джорджия), а затем по округам Сувонни и Гамильтон (Флорида). Она впадает в реку Сувонни на высоте 9 м над уровнем моря. Наряду с реками Уитлакучи (Withlacoochee River) и Санта-Фе (Santa Fe River), река Алапахо является одним из трёх основных притоков реки Сувонни, которая впадает Мексиканский залив.
Площадь водосборного бассейна реки Алапахо — 4766 км², из которых 93,8 % находятся в Джорджии, а оставшиеся 6,2 % — во Флориде. Основные притоки — Уиллакучи (Willacoochee River, впадает на высоте 61 м), Литл-Алапахо (Little Alapaha River, 21 м) и Алапахучи (Alapahoochee River, впадает на высоте 19 м).